# Damengedeck
Ein Damengedeck (auch Pony genannt) ist ursprünglich die Kombination eines alkoholischen Getränks mit einem nichtalkoholischen.
In den Bars und Nachtclubs des 20. Jahrhunderts, aber auch in vielen bürgerlichen Tanzlokalen, nannte man ein preiswertes Standardgetränk, das aus einer Piccolo-Flasche Sekt und einem Orangensaft bestand, Damengedeck. Im Gegensatz dazu enthielt das Herrengedeck meist einen Sekt und ein Bier oder ein Bier und einen Korn.
Als Damengedeck gab es aber auch Kombinationen von Sekt mit anderen alkoholischen Getränken, vor allem Sekt mit Eierlikör. In manchen Cafés und Touristengaststätten wurde auch ein Stück Kuchen mit einem Kaffee und einem alkoholischen Getränk so bezeichnet, z. B. Schwarzwälder Kirschtorte mit Amaretto oder Kirschwasser. 
Bis in die 1970er Jahre herrschte in vielen Tanzlokalen ein entsprechender Gedeckzwang vor allem in Fällen, in denen kein Eintritt erhoben wurde. So wurde nicht nur im Rotlichtmilieu über die „Zwangsabnahme eines umsatzsichernden Getränkedoppels“ (Udo Pini) die Gage der Musiker bzw. der Tänzerinnen finanziert.
Heute sind auch zahlreiche andere Variationen in Discos und Szenelokalen unter dieser Bezeichnung zu finden: Whiskey und Sahnelikör z. B. oder auch ein Biermischgetränk und ein Pfirsichlikör. Die Berliner taz-Kolumnistin Jenni Zylka beschreibt in einer ihrer Kolumnen einen auch als „Russisch Koks“ bekannten Szenedrink bestehend aus Wodka mit einer in Zucker und Kaffeepulver gewendeten Zitronenscheibe als Damengedeck und der Berliner Gastronom Günter Windhorst (Betreiber der gleichnamigen Lounge & Bar) nannte 2004 in einem Interview mit dem Berliner Tagesspiegel über die Trends der Barszene eine ganz andere Kombination für ein „typisches Damengedeck“ und zwar „eine Schachtel Zigaretten, ein Glas Leitungswasser und ein Cosmopolitan“. 